# هالو (فیلم ۱۳۳۸)
هالو فیلمی به کارگردانی و نویسندگی حسین امیرفضلی محصول سال ۱۳۳۸ است.

## خلاصه داستان
جوانی ساده، از شهرستان راهی تهران می‌شود تا مدارج ترقی را در آنجا طی کند، اما در تهران اسیر جاذبه‌های شهری شده و سرانجام دستِ‌خالی به شهرش بازمی‌گردد. این فیلم بر اساس نمایشی به نام «بچه‌های سه‌قلو» که در سال ۱۳۳۳ در یکی از تئاترهای لاله‌زار تهران اجرا می‌شد، ساخته شده‌است.

## بازیگران
- حسین امیرفضلی در نقش «نوکر خانه»
- حمیده خیرآبادی
- هوشنگ خلعتبری
- مهری قاجار
- محمود مقدم
- محبوبه کاشانی